# Via Làctia
|  | Per a altres significats, vegeu «Via Làctia (Star Trek)». |

La Via Làctia és la galàxia que conté el sistema solar. El seu nom fa referència al seu aspecte des de la Terra (una faixa de feble lluminositat al cel nocturn constituïda per estrelles que no es poden veure individualment a ull nu) i ve del nom llatí via lactea, que al seu torn deriva del nom grec γαλαξίας κύκλος (galaxias kiklos), amb el significat de ‘cercle lacti’. El 1610, Galileu fou el primer a discernir-ne estrelles individuals. Fins a principis de la dècada del 1920, la majoria d'astrònoms creien que contenia totes les estrelles de l'Univers. Poc després del Gran Debat celebrat entre els astrònoms Harlow Shapley i Heber Curtis el 1920, les observacions d'Edwin Hubble demostraren que hi havia moltes altres galàxies.
Es tracta d'una galàxia espiral barrada amb un diàmetre isofotal D25 estimat en 87.400 ± 3.600 anys llum i un gruix de si fa no fa 1.000 anys llum als braços d'espiral (el bulb és més gruixut).
Està formada per més de 200.000 milions d'estels (alguns estudis recents n'hi atribueixen fins a 400.000 milions). Al centre de la Via Làctia hi ha un forat negre supermassiu; que és molt difícil de detectar en l'espectre electromagnètic a causa de la gran densitat d'estels que hi ha a la part central d'una galàxia, però que es fa evident amb estudis gravimètrics. Totes les estrelles que veiem en el cel en l'espectre visible sense ajut de telescopis formen part de la nostra galàxia, i són les que formen les agrupacions anomenades constel·lacions. Una important excepció és la Galàxia d'Andròmeda, visible a ull nu des de l'hemisferi nord, així com les galàxies conegudes com a Núvols de Magallanes (petit i gran), visibles des de l'hemisferi sud.
L'aspecte lletós de la part central de la nostra galàxia observada a ull nu des de la Terra en va originar el nom de Via Làctia, és a dir, ‘camí de llet’, com s'explica en el mite d'Hera i Alcmene.
La Via Làctia és un gegant entre les galàxies: té una massa d'entre 750.000 milions i un bilió de masses solars. Té forma de llentia, amb un diàmetre d'uns 100.000 anys llum i un gruix d'uns 10.000 anys llum. El nostre sistema solar es troba a uns 30.000 anys llum del centre de la galàxia.
Els diferents materials que constitueixen la Via Làctia (estels i núvols de gas i pols) estan animats per un moviment de rotació a l'entorn de l'eix més curt, amb una velocitat angular que és més elevada com més a prop del centre es troben.
En determinades zones de la Via Làctia d'elevada concentració de pols i gas, es produeix el naixement de nous estels. La densitat d'estels (és a dir, la quantitat que hi ha per unitat de volum) també depèn de la distància al centre galàctic: és més elevada com més a prop del centre.
Hi ha dues galàxies petites i molt properes que en certa manera es poden considerar galàxies satèl·lit de la Via Làctia, o fins i tot fragments que se n'han després: s'anomenen Gran Núvol de Magalhães i Petit Núvol de Magalhães. La galàxia més propera a la Via Làctia és una de petita anomenada SagDEG, a uns 80.000 anys llum; la galàxia grossa més pròxima és la galàxia d'Andròmeda (M31), que és a uns 2,9 milions d'anys llum. En realitat, la nostra Via Làctia i aquestes altres galàxies veïnes estan unides gravitatòriament formant un conjunt de galàxies anomenat Grup Local. Es preveu que Andròmeda col·lideixi amb la Via Làctia d'aquí a tres mil milions d'anys.

## Aparença des de la Terra

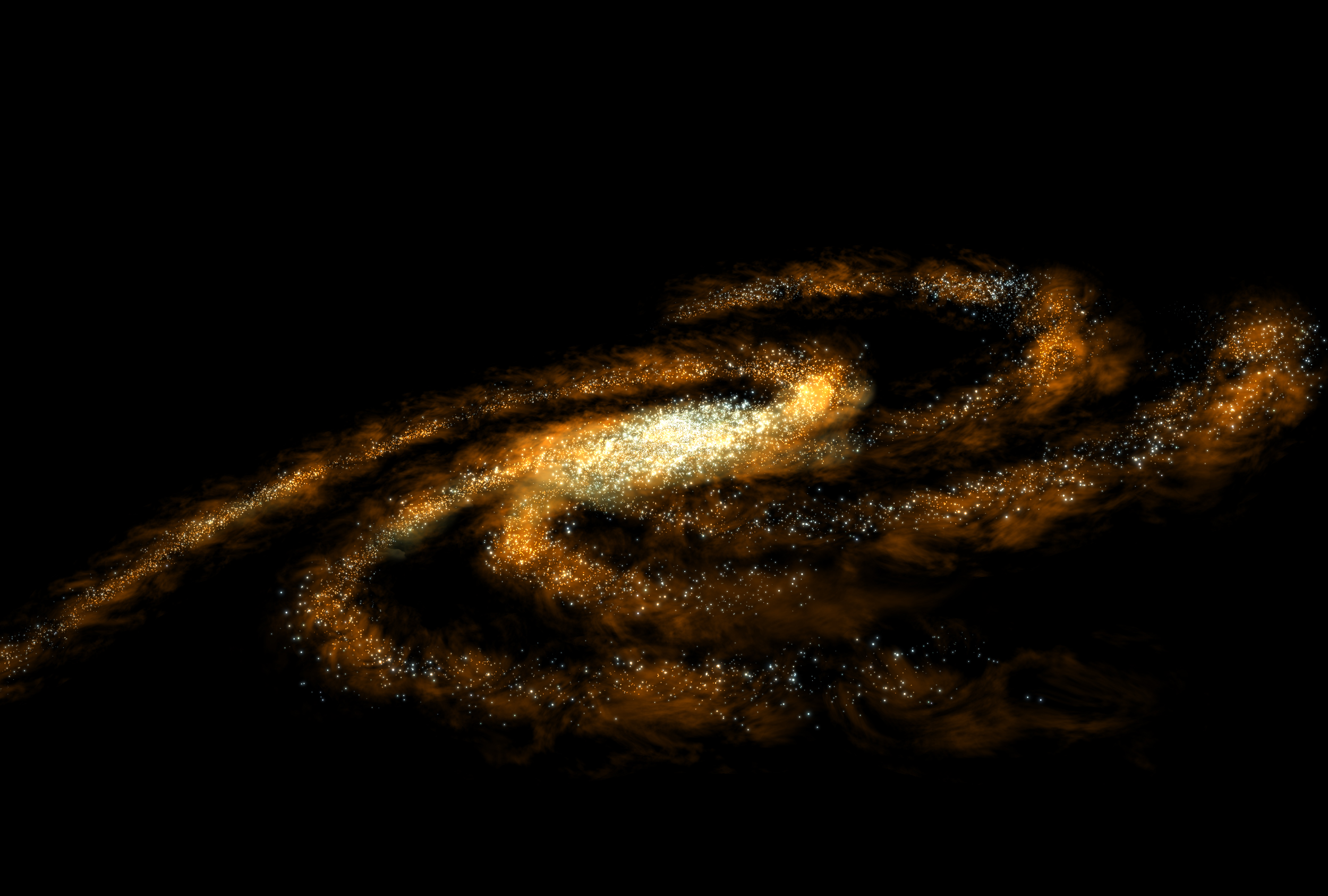
Dibuix de la Via Làctia

La galàxia de la Via Làctia, tal com es veu des de la Terra, planeta situat en un dels braços espirals de la galàxia, apareix com una banda borrosa i tènue de llum blanca en el cel nocturn al llarg de tot l'arc de l'esfera celeste produïda per estrelles i altres objectes astronòmics que es troben dintre el pla galàctic. El pla de la Via Làctia està inclinat uns 60° de l'eclíptica (el pla en què orbita la Terra), amb el pol nord galàctic situat en ascensió recta 12h 49m, declinació +27.4° (B1950) a prop de beta Comae Berenices. El pol sud galàctic és a prop de l'Alpha Sculptoris.

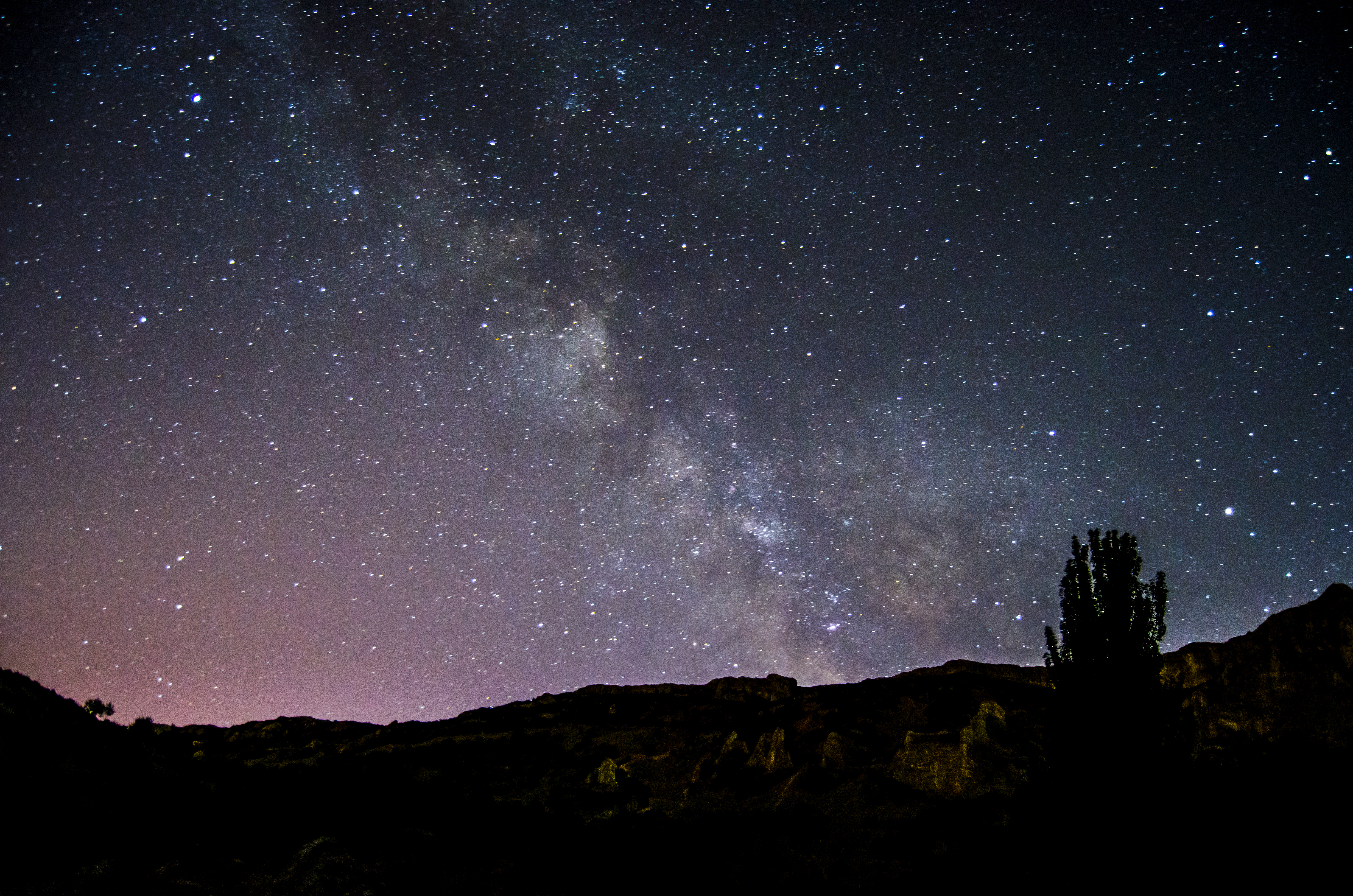
Fotografia d'una part del centre galàctic de la Via Làctia. Benifato, Alacant. 30 segons d'exposició, 1000, f/3.5.

El centre de la galàxia és en direcció a Sagitari, i (anant cap a l'oest) passa per Escorpió, Altar, Escaire, Triangle Austral, Compàs, Centaure, Mosca, Creu del Sud, Quilla, Vela, Popa, Ca Major, Unicorn, Orió i Bessons, Taure, Cotxer, Perseu, Andròmeda, Cassiopea, Cefeu i Llangardaix, Cigne, Guineueta, Sageta, Àguila, Serpentari, Scutum fins a tornar a Sagitari.

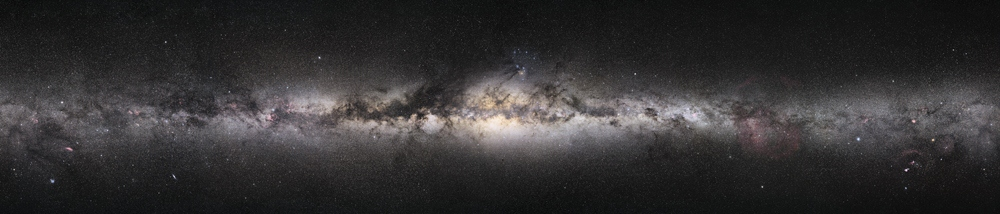
Panoràmica fotogràfica de 360 graus de la galàxia
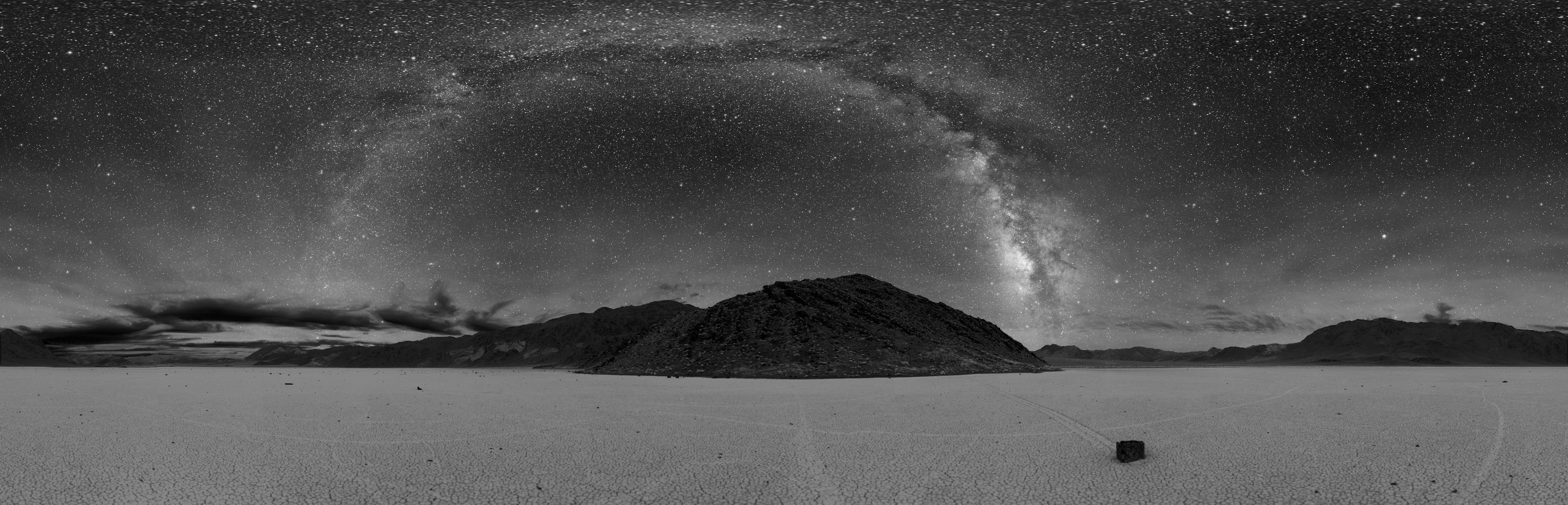
La Via Làctia fotografiada el 2007 des del Death Valley. És una imatge panoràmica

## Mida
El disc estel·lar de la Via Làctia mesura aproximadament 100.000 anys llum (9,5×1017 km) de diàmetre, i es creu que de mitjana té un gruix d'uns 1.000 anys llum (9,5×1015 km). S'estima que conté un mínim de dos-cents mil milions d'estrelles i possiblement fins a quatre-cents mil milions, i el nombre exacte en depèn del nombre d'estrelles de massa molt petita, que és molt incert. Estenent-se més enllà del disc estel·lar, hi ha un disc molt més gruixut de gas. Observacions recents indiquen que el disc gasós de la Via Làctia té un gruix al voltant de 12.000 anys llum (1,1×1017 km, el doble que el valor prèviament acceptat). Com a guia a escala física de la Via Làctia, si aquesta es reduís fins a un diàmetre de 100 metres, el sistema solar, incloent-hi el Núvol d'Oort, no mesuraria més d'un mil·límetre.
L'halo galàctic s'estén cap a l'exterior, però està limitat en mida per les òrbites de dos satèl·lits de la Via Làctia, els dos núvols de Magalhães, que roden a uns ~180.000 anys llum (1,7×1018 km. A aquesta distància o més enllà, les òrbites de la majoria dels objectes de l'halo serien pertorbades pels núvols de Magalhães, i els objectes serien expulsats de la Via Làctia.
Mesures recents del Very Long Baseline Array (VLBA) han revelat que la Via Làctia és més gran del que prèviament s'havia pensat. La mida d'aquesta galàxia és ara considerada semblant a la de la veïna Gran Galàxia d'Andròmeda. Fent servir el VLBA per a mesurar els canvis aparents de regions remotes formadores d'estrelles quan la Terra és en costats oposats del Sol, els investigadors van ser capaços de mesurar la distància d'aquestes regions fent servir menys conjectures que en esforços anteriors. La nova i més acurada estimació de la velocitat rotacional de la galàxia (i al mateix temps la quantitat de matèria fosca continguda per la galàxia) col·loca la xifra en 254 km/s, significativament més ràpida que el valor amplament acceptat de 220 km/s. Això, al seu torn, implica que la Via Làctia té una massa total equivalent a uns 3 bilions de sols, això és, un 50% més massiu del que s'havia pensat prèviament.

## Edat

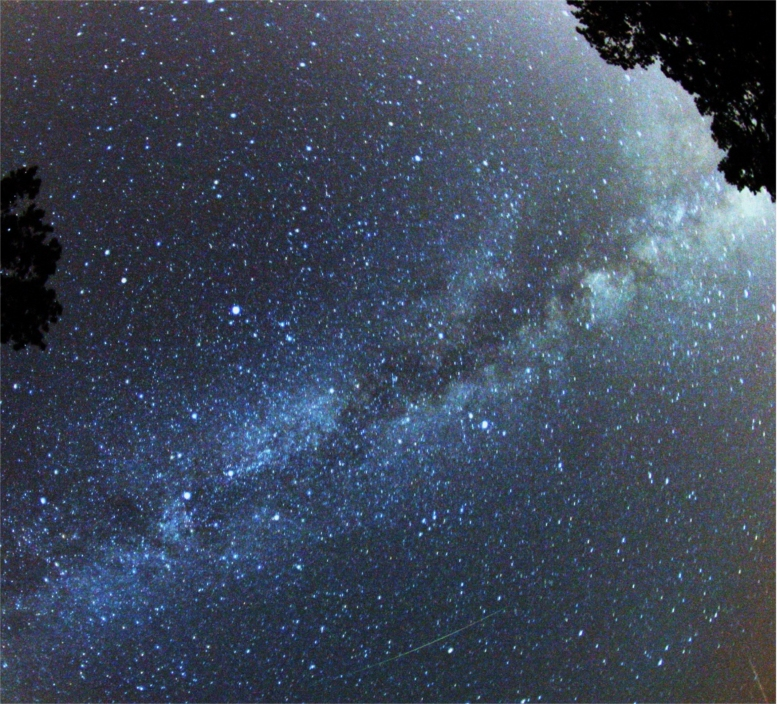
Perseides creuant el cel just per sota de la Via Làctia, l'agost del 2007

És extremadament difícil definir l'edat en què es va formar la Via Làctia, però l'edat de l'estrella més vella descoberta, l'HE 1523-0901, està estimada en 13.200 milions d'anys, pràcticament tan vella com l'univers mateix.
Aquesta estimació es basa en la recerca feta per un equip d'astrònoms el 2004, que va fer servir l'espectrògraf d'ultraviolats del Very Large Telescope per a mesurar, per primera vegada, el contingut en beril·li de dues estrelles del cúmul globular NGC 6397. D'aquest estudi, es va deduir que el temps transcorregut entre l'aparició de la primera generació d'estrelles en la galàxia i la primera generació d'estrelles en el cúmul va ser d'entre 200 i 300 milions d'anys. Incloent l'edat estimada de les estrelles en el cúmul globular (13.400 ± 800 milions d'anys), van estimar l'edat de l'estrella més vella de la Via Làctia en 13.600 ± 800 milions d'anys. Basant-se en aquesta ciència emergent, el fi disc galàctic s'estima que es va formar fa entre 6.500 i 10.100 milions d'anys.

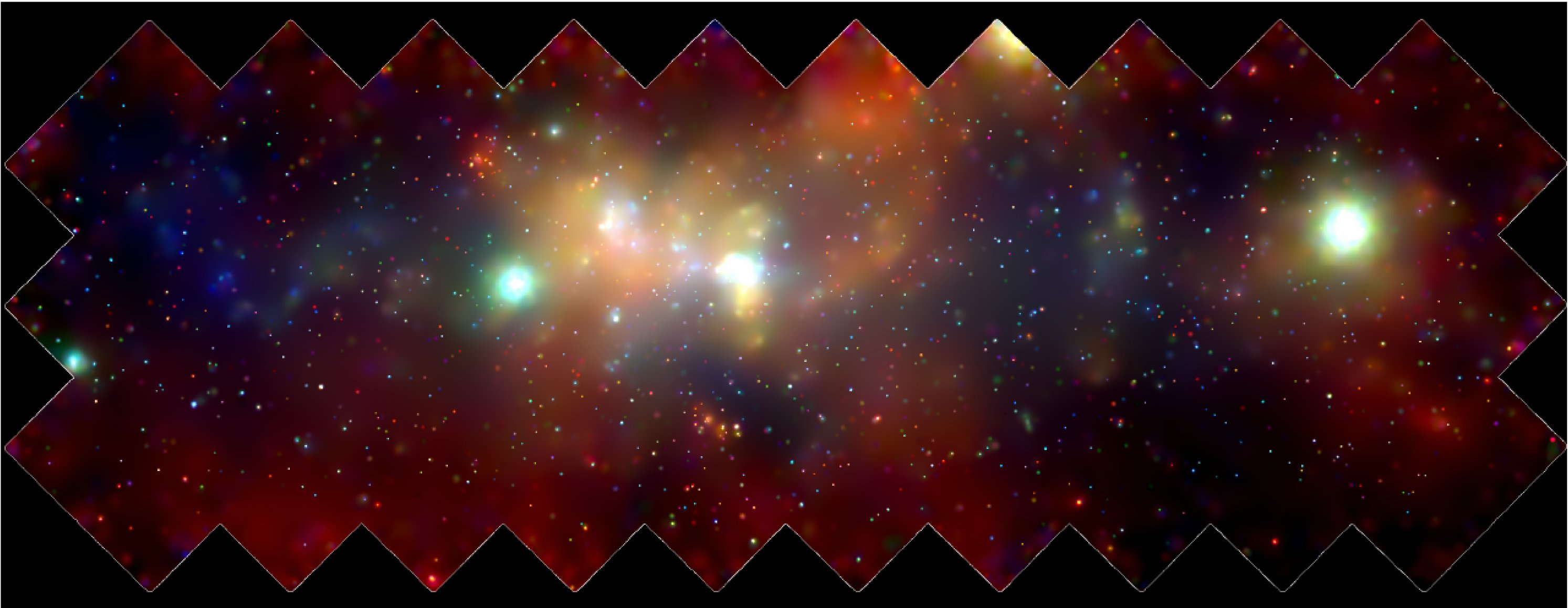
Via Làctia. Imatge presa amb l'observatori de raigs-X Chandra

## Composició i estructura

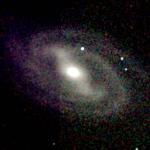
Es creu que la Via Làctia és una galàxia espiral barrada. La Messier 109 n'és una possible anàloga

La galàxia consisteix en una regió central en forma de barra envoltada per gas, pols i estrelles formant quatre estructures de braços allunyant-se en forma d'espiral logarítmica. La distribució de la massa en la galàxia és semblant a la d'una Sbc en la classificació Hubble, que és una galàxia espiral amb braços relativament poc definits. Els astrònoms van començar a sospitar que la Via Làctia és una galàxia espiral barrada, en lloc d'una galàxia espiral ordinària, a la dècada del 1990. Les seves sospites van ser confirmades l'any 2005 amb les observacions del telescopi espacial Spitzer, que va mostrar que la barra central de la galàxia era més grossa del que se sospitava.
Les estimacions de la massa de la Via Làctia poden variar en funció del mètode i les dades utilitzades. Segons observacions recents, s'ha estimat que la massa de la Via Làctia en de 5,8 × 1,011 masses solars (M☉); per tant, és una mica més petita que la galàxia d'Andròmeda. Altres mesures pel Very Long Baseline Array (VLBA), per a les estrelles a la vora de la Via Làctia, ha mesurat velocitats tan grans com 254 km/s; això està per sobre del valor prèviament acceptat de 220 km/s. Com la velocitat orbital depèn de la massa inclosa, això implica que la Via Làctia és més massiva i, per tant, és més o menys igual a la massa de la galàxia d'Andròmeda, de 7 × 1,011 masses solars (M☉) a 50 quiloparsecs (160.000 anys llum) del seu centre. Una mesura recent de la velocitat radial de les estrelles de l'halo han trobat que la massa dins dels 80 quiloparsecs del seu centre és de 7 × 1011 masses solars (M☉). La major part de la massa de la galàxia es pensa que és matèria fosca, que forma un halo de matèria fosca que s'estén relativament uniforme a una distància més enllà de 100 quiloparsecs del centre galàctic. La massa total de la galàxia sencera s'estima que està entre 600 i 1.000 milions M☉.
Aquesta massa de la matèria bariònica s'estima que són 200-400.000 milions d'estrelles; integrada la seva magnitud visual absoluta, ha estat estimada en -20,9.

### Centre galàctic

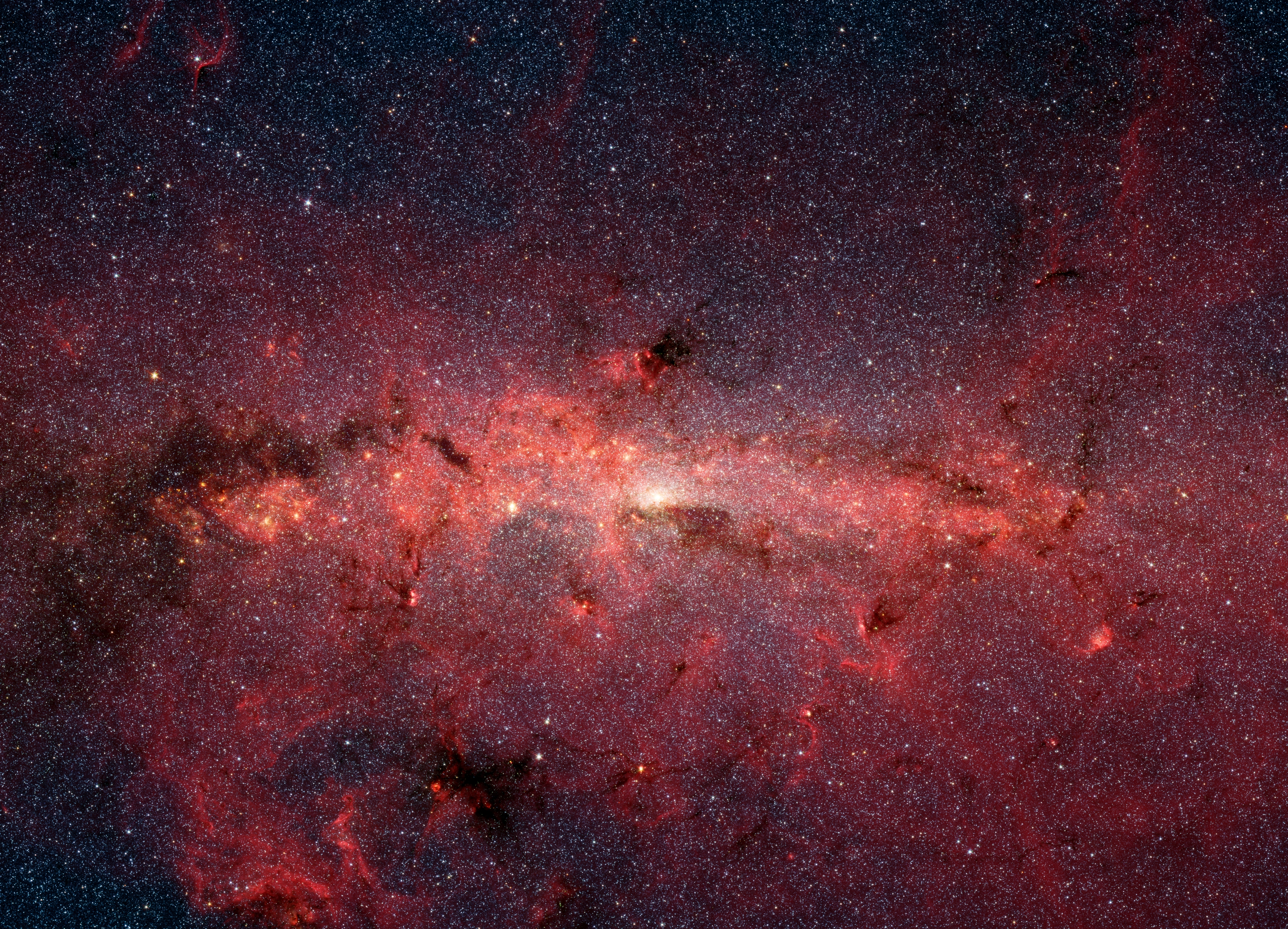
Imatge infraroja en fals color del nucli de la Via Làctia feta amb el telescopi Spitzer Space de la NASA. Les estrelles fredes més velles són blaves, les partícules de pols il·luminades per grans estrelles calentes apareixen en un to vermellós, i el punt blanc brillant que hi ha al mig marca on hi ha un forat negre supermassiu al centre de la galàxia

El disc galàctic, que surt cap a l'exterior al centre galàctic, té un diàmetre d'entre 70.000 i 100.000 anys llum. La distància exacta des del Sol fins al centre galàctic és font de debat. El valor més recent obtingut a partir de mètodes basats en geometria i mesures lumíniques fins al centre galàctic s'estima en 8,0-8,7 kpc (26.000-28.000 anys llum). El fet que les estimacions abastin només prop d'1 kpc subratlla la veritable incertesa associada a la distància al centre galàctic.
El centre galàctic conté un objecte compacte de massa molt gran segons el que determina el moviment de material al voltant del centre. Es creu que la intensa radiofont Sagitari A* marca el centre de la Via Làctia. La concentració compacta de massa al voltant de Sagitari A* s'explica millor com un forat negre supermassiu. Observacions similars indiquen que hi ha forats negres supermassius situats a prop del centre de les galàxies més normals.
La naturalesa de la barra de la galàxia també és centre de debat actiu, amb estimacions de la seva longitud mitjana i la seva orientació que van des d'1,5 kpc (3.300-16.000 anys llum) (barra curta o llarga) i 10-50 graus. Alguns autors defensen que la galàxia té dues barres diferents, l'una ubicada dins de l'altra. La barra està delimitada per estrelles de l'agrupament vermell, tot i que les variables RR Lyrae no tracen una barra galàctica important. La barra pot estar envoltada d'un anell anomenat anell 5-kpc, que conté una gran part de l'hidrogen molecular existent a la galàxia, així com la major part de l'activitat de formació estel·lar de la Via Làctia. Vist des de la galàxia d'Andròmeda, seria l'element més brillant de la nostra galàxia.

## Història

### Etimologia i creences
Existeixen molts mites sobre la creació de la Via Làctia per tot el món i que són la font del seu nom en les diferents llengües. Els mots Via Làctia en català provenen de la traducció del grec Γαλαξίας, Galaxias, que prové de la paraula llet (γάλα, gala). Aquest també és l'origen de la paraula galàxia. Els indis l'anomenen Akashganga, forma celestial del riu Ganges. A Mesopotàmia representava la cua de la deessa Tiamat després de la seva derrota narrada al Enuma Elix. En la mitologia grega, la Via Làctia va néixer de la llet vessada per Hera mentre alletava Heracles.
En moltes llengües uràliques, túrquiques, fennoúgriques i bàltiques, la Via Làctia s'anomena el camí dels ocells (Linnunrata en finès), ja que la ruta migratòria de les aus sembla resseguir la Via Làctia. (La llegenda Qi Xi recollida en moltes cultures de l'Àsia fa referència a un pont estacional a través de la Via Làctia fet d'ocells, normalment garses o corbs.) El nom The xinès de 'riu de plata' (銀河) es fa servir arreu de l'Àsia oriental, incloent-hi Corea i el Japó. Un altre nom usat a l'antiga Xina per a la Via Làctia, especialment per als poemes, era el riu Han celestial (天汉). En japonès, 'riu de plata' (銀河, ginga) vol dir 'galàxia' en general, mentre que la Via Làctia s'anomena sistema del riu de plata (銀河系, gingakei) o el riu del cel (天の川 Amanokawa o Amanogawa).
En suec, s'anomena Vintergatan, 'carrer de l'hivern', puix que els estels de la cintura s'usaven per a predir el temps que trigaria a arribar l'hivern. En algunes llengües peninsulars, com el català, es coneix com a camí de Sant Jaume (o carrer de Sant Jaume) o de Santiago. Per als armenis era un camí de palla bolcada des d'un carro diví.
Al Rosselló també és conegut amb el nom de camí d'Espanya per mor d'una rondalla sobre la Reconquesta. Diu la llegenda que la Via Làctia és un camí que va fer construir Sant Jaume per ajudar els exèrcits de Carlemany a passar cap a Espanya per anar a combatre els musulmans. Semblantment, a Mallorca també li atribueixen un origen vinculat a la Reconquesta: es tracta d'un camí format de la polseguera que aixecaven els seguidors del Rei en Jaume, qui el seguien per agrair-li que els hagués alliberat del jou sarraí. Per aquest motiu l'anomenen camí del Rei en Jaume.

### Descobriment

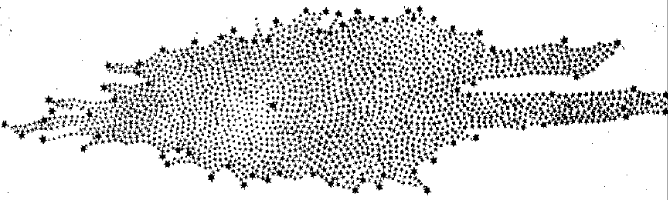
La forma de la Via Làctia tal com la deduí William Herschel el 1785 mitjançant el recompte d'estels; assumí que el sistema solar estava a prop del centre de la galàxia

Aristòtil (384-322 aC) explica en Meteorologica (DK 59 A80), que els filòsofs grecs Anaxàgores (c. 500-428 aC) i Demòcrit (450-370 aC) proposaren que la Via Làctia consistia en estels llunyans. Malgrat això, Aristòtil creia que era el producte de la ignició de l'alé ferotge d'alguns estels que eren grossos, nombrosos i propers entre si i que aquesta ignició tenia lloc en la part superior de l'atmosfera, en aquella regió del món que és contigua als moviments celestes. L'astrònom àrab Alhazen (965-1037), va refutar aquesta teoria quan va fer el primer intent d'observació i mesura del paral·laxi de la Via Làctia, va «determinar que, ja que la Via Làctia no té paral·laxi, ha d'estar molt lluny de la Terra i no pertany a l'atmosfera».
L'astrònom persa Al-Biruní (973-1048) proposà que la galàxia era un conjunt d'innumerables estels nebulosos. Avicena (d. 1138) era del parer que la Via Làctia estava composta de molts estels, però que la refracció de l'atmosfera terrestre provocava l'aparença contínua. Ibn Qayyim Al-Jawziyya (1292-1350), en canvi, creia que estava feta d'una «miríada de petits estels disposats molt junts en l'esfera dels estels fixos» i que aquestes estrelles eren majors que els planetes.
La primera prova que la Via Làctia estava formada per molts estels va arribar el 1610 quan Galileo Galilei va usar un telescopi per a estudiar-la i va observar que contenia un gran nombre d'estels. En un tractat del 1755, Immanuel Kant, basant-se en un treball anterior de Thomas Wright, va especular (correctament) que la Via Làctia era un objecte en rotació format per un nombre immens d'estels, i units per forces gravitatòries de manera semblant a l'estructura del sistema solar, però a una escala molt més gran. El disc d'estrelles resultant es veuria com una banda en el cel des de la perspectiva d'un observador que es trobés dins del disc. Kant també va proposar que altres nebuloses visibles podrien ser també «galàxies» per si mateixes i anàlogues a la nostra.
El primer intent de descriure la forma de la Via Làctia i la posició del Sol dins d'aquesta va ser el de William Herschel el 1785, que comptà amb molta cura el nombre d'estels en diferents zones del cel visible. Va produir un diagrama amb la forma de la galàxia amb el sistema solar proper al centre.

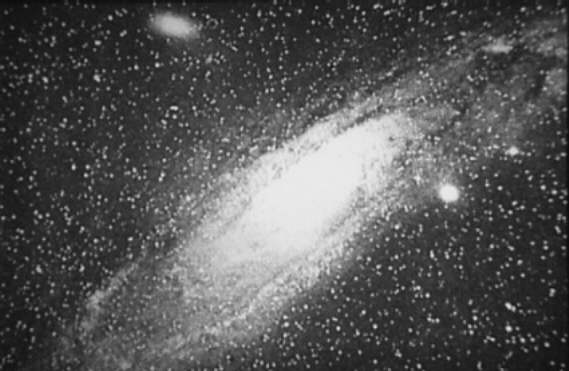
Fotografia de la Gran Nebulosa d'Andròmeda, del 1899, i que més tard s'identificaria com a galàxia d'Andròmeda

El 1845, lord Rosse va construir un nou telescopi i va ser capaç de distingir entre les nebuloses el·líptiques i espirals. També va poder identificar punts de llum individuals en algunes d'aquestes nebuloses, donant proves de la conjectura que Kant havia plantejat anteriorment.
El 1917, Heber Curtis va observar la nova S Andromedae en l'interior de la Gran Nebulosa d'Andròmeda (M31). Tot buscant en els registres fotogràfics va trobar-ne 11 més, de novae. Curtis va adonar-se que aquestes novae eren, de mitjana, 10 magnituds més dèbils que aquelles que s'esdevenien en la nostra galàxia. Proposà que això era a causa de la seva gran distància, que estimà en uns 150.000 parsecs, i que les nebuloses espirals eren galàxies independents, hipòtesi que s'anomenà dels universos illa. El 1920, es produí el gran debat entre Harlow Shapley i Heber Curtis, que tractava sobre la naturalesa de la Via Làctia, les nebuloses espirals i les dimensions de l'Univers. Per tal de donar proves a favor de la seva hipòtesi que la Gran Nebulosa d'Andròmeda era una galàxia externa, Curtis va indicar la presència de línies fosques que s'assemblen als núvols de pols de la Via Làctia, així com el notable efecte de desplaçament Doppler.
Aquesta qüestió va quedar tancada definitivament per Edwin Hubble, que en els primers anys 1920 i utilitzant un nou telescopi, va poder discernir que els volts d'algunes nebuloses espirals estaven efectivament formats per estels individuals. També va identificar diverses cefeides, amb les quals va poder fer una estimació de la distancià d'aquestes nebuloses; totes eren massa distants i no podien formar part de la Via Làctia. El 1936, Hubble va crear un sistema per classificar galàxies que encara s'usa, la seqüència Hubble.